# Ordem do Mérito Médico
A Ordem do Mérito Médico é uma condecoração criada pela Lei Nº 1074 de 14 março de 1950, e regulamentada pelo regulamentada por Decreto N º 29.198 de 24 jan 1951, e tem por finalidade premiar médicos nacionais e estrangeiros que houverem prestado serviços notáveis ao país ou que se hajam distinguido no exercício da profissão ou no magistério de medicina ou sejam autores de obras relevantes para os estudos médicos.

## Graus
- Grã-Cruz
- Grande-Oficial
- Comendador
- Oficial
- Cavaleiro